# Phyllovates maya
Phyllovates maya es una especie de mantis de la familia Mantidae.

## Distribución geográfica
Se encuentra en Guatemala, México y Venezuela.